# بوغواش (نوفا سكوشا)
بوغواش (بالإنجليزية: Pugwash, Nova Scotia)‏ هي بلدة تقع في كندا في Cumberland County, Nova Scotia. يقدر عدد سكانها بـ 784 نسمة ومساحتها 9.83 كم2 وترتفع عن سطح البحر 5 متر.

## المناخ
يظهر الجدول التالي التغييرات المناخية على مدار السنة لبوغواش:
| البيانات المناخية لـبوغواش         | البيانات المناخية لـبوغواش | البيانات المناخية لـبوغواش | البيانات المناخية لـبوغواش | البيانات المناخية لـبوغواش | البيانات المناخية لـبوغواش | البيانات المناخية لـبوغواش | البيانات المناخية لـبوغواش | البيانات المناخية لـبوغواش | البيانات المناخية لـبوغواش | البيانات المناخية لـبوغواش | البيانات المناخية لـبوغواش | البيانات المناخية لـبوغواش | البيانات المناخية لـبوغواش |
| الشهر                              | يناير                      | فبراير                     | مارس                       | أبريل                      | مايو                       | يونيو                      | يوليو                      | أغسطس                      | سبتمبر                     | أكتوبر                     | نوفمبر                     | ديسمبر                     | المعدل السنوي              |
| ---------------------------------- | -------------------------- | -------------------------- | -------------------------- | -------------------------- | -------------------------- | -------------------------- | -------------------------- | -------------------------- | -------------------------- | -------------------------- | -------------------------- | -------------------------- | -------------------------- |
| الدرجة القصوى °م (°ف)              | 18.0 (64.4)                | 17.0 (62.6)                | 19.0 (66.2)                | 25.5 (77.9)                | 32.2 (90.0)                | 33.5 (92.3)                | 36.0 (96.8)                | 35.0 (95.0)                | 32.5 (90.5)                | 26.5 (79.7)                | 23.0 (73.4)                | 16.5 (61.7)                | 36.0 (96.8)                |
| متوسط درجة الحرارة الكبرى °م (°ف)  | −2.4 (27.7)                | −1.3 (29.7)                | 2.5 (36.5)                 | 8.4 (47.1)                 | 15.5 (59.9)                | 21.0 (69.8)                | 24.7 (76.5)                | 24.1 (75.4)                | 19.8 (67.6)                | 13.3 (55.9)                | 7.3 (45.1)                 | 1.2 (34.2)                 | 11.2 (52.2)                |
| المتوسط اليومي °م (°ف)             | −7.1 (19.2)                | −6 (21)                    | −1.7 (28.9)                | 4.3 (39.7)                 | 10.6 (51.1)                | 15.9 (60.6)                | 19.8 (67.6)                | 19.4 (66.9)                | 15.3 (59.5)                | 9.2 (48.6)                 | 3.7 (38.7)                 | −2.8 (27.0)                | 6.7 (44.1)                 |
| متوسط درجة الحرارة الصغرى °م (°ف)  | −11.8 (10.8)               | −10.6 (12.9)               | −5.9 (21.4)                | 0.2 (32.4)                 | 5.8 (42.4)                 | 10.8 (51.4)                | 14.8 (58.6)                | 14.5 (58.1)                | 10.8 (51.4)                | 5.2 (41.4)                 | 0.2 (32.4)                 | −6.8 (19.8)                | 2.3 (36.1)                 |
| أدنى درجة حرارة °م (°ف)            | −33.0 (−27.4)              | −37.0 (−34.6)              | −27.5 (−17.5)              | −13.0 (8.6)                | −5.6 (21.9)                | −1.0 (30.2)                | 2.8 (37.0)                 | 3.0 (37.4)                 | −5.0 (23.0)                | −6.0 (21.2)                | −20.0 (−4.0)               | −29.0 (−20.2)              | −37.0 (−34.6)              |
| الهطول مم (إنش)                    | 88.1 (3.47)                | 64.8 (2.55)                | 77.4 (3.05)                | 81.9 (3.22)                | 95.3 (3.75)                | 81.5 (3.21)                | 72.7 (2.86)                | 78.5 (3.09)                | 98.1 (3.86)                | 103.8 (4.09)               | 99.7 (3.93)                | 96.4 (3.80)                | 1٬038٫2 (40.87)            |
| معدل هطول الأمطار مم (إنش)         | 40.1 (1.58)                | 26.4 (1.04)                | 41.9 (1.65)                | 69.6 (2.74)                | 93.9 (3.70)                | 81.5 (3.21)                | 72.7 (2.86)                | 78.5 (3.09)                | 98.1 (3.86)                | 103.8 (4.09)               | 91.2 (3.59)                | 57.7 (2.27)                | 855.4 (33.68)              |
| متوسط تساقط الثلوج سم (إنش)        | 47.9 (18.9)                | 38.5 (15.2)                | 35.5 (14.0)                | 12.3 (4.8)                 | 1.4 (0.6)                  | 0.0 (0.0)                  | 0.0 (0.0)                  | 0.0 (0.0)                  | 0.0 (0.0)                  | 0.0 (0.0)                  | 8.5 (3.3)                  | 38.8 (15.3)                | 182.8 (72.0)               |
| متوسط أيام هطول الأمطار (≥ 0.2 mm) | 12.2                       | 10.3                       | 12.7                       | 13.9                       | 14.3                       | 13.0                       | 11.8                       | 11.3                       | 11.9                       | 14.0                       | 15.5                       | 14.0                       | 154.8                      |
| متوسط الأيام الممطرة (≥ 0.2 mm)    | 4.8                        | 4.0                        | 7.5                        | 12.5                       | 14.3                       | 13.0                       | 11.8                       | 11.3                       | 11.9                       | 14.0                       | 14.1                       | 8.2                        | 127.4                      |
| متوسط الأيام المثلجة (≥ 0.2 cm)    | 7.7                        | 6.7                        | 6.3                        | 2.7                        | 0.25                       | 0.0                        | 0.0                        | 0.0                        | 0.0                        | 0.0                        | 2.1                        | 6.3                        | 32.0                       |
| المصدر: Environment Canada         |                            |                            |                            |                            |                            |                            |                            |                            |                            |                            |                            |                            |                            |

## أعلام
- تشارلز أوبري إيتون
- ويليام ر. إيتون
- سيراس إس. إيتون